# Blow My Skull Off
Pour les articles homonymes, voir Blow.
Blow My Skull est une boisson alcoolisée à base de punch qui a vu le jour au milieu du 19e siècle en Australie. Selon le livre The English and Australian Cookery Book d'Edward Abbott, il faut deux pintes d'eau bouillante, un pain de sucre, du jus de citron ou de citron vert, une pinte de bière ou de porter, une pinte de rhum et une demi-pinte de brandy,,. Certains l'appellent alternativement Blow My Skull Off, ce qui peut également faire référence à une version historique fabriquée à la place par le mélange de rhum, de Cocculus indicus, « alcool de vin », de poivre de Cayenne, d'opium turc et d'eau,,,.

## Histoire

### Origine et confusion de noms
La boisson a été inventée par le lieutenant-gouverneur Thomas Davey de Tasmanie, qui était connu pour être un gros buveur,. Le nom « officiel » de la boisson a fait l'objet de diverses discussions. Certains affirment que c'est Davey qui l'a inventée en l'appelant « Blow My Skull » (litt. « Explose mon crâne »),, faisant ainsi référence à ce que l'on trouve dans The English and Australian Cookery Book. D'autres prétendent que c'est Davey qui l'a inventé sous le nom de « Blow My Skull Off ». À moins que les différents noms n'aient été fréquemment confondus, pour que cette dernière affirmation soit vraie, cela signifierait que le lieutenant-gouverneur Thomas Davey a inventé une boisson contenant de l'opium et des plantes toxiques qu'il servait lors des barbecues qu'il organisait fréquemment dans une hutte en wattle érigée à quelques kilomètres de la capitale.
La version contenant de l'opium était une boisson populaire parmi les mineurs d'or en Australie dans les années 1850.
Le Blow My Skull Off a été caractérisé comme étant probablement « le cocktail le plus célèbre créé en Australie ». L'historien du cocktail Sebastian Raeburn a déclaré que Melbourne était « l'un des grands centres de cocktails du monde ».

### Utilisation au21esiècle
Avec des racines historiques basées sur les boissons de punch au rhum de la région océanique,, le punch « Blow My Skull » est parfois servi comme boisson enflammée lorsqu'elle est placée dans un grand bol tiki en forme de crâne,. En tant que tel, il fait appel à du rhum pot-still jamaïcain, du dark porter, du brandy et du jus de citron vert mélangé avec du sucre demerara et de l'eau bouillante. Cette recette est presque identique à la version sans opium de l'Australie du milieu du 19e siècle qui était préparée avec de la bière porter. D'autres guides de boissons du XXIe siècle peuvent cependant toujours faire référence à un tel cocktail à base de bière comme étant un Blow My Head Off. Lorsque la boisson est mentionnée dans les livres de cocktails du XXIe siècle, les deux noms doivent être interprétés comme désignant la version à base de bière Porter, à moins que le guide n'indique spécifiquement le contraire.